# Mark McGann
Mark McGann (* 12. července 1961, Liverpool) je britský herec a zpěvák.
Proslavil se hlavně ve filmu John and Yoko: A Love Story v hlavní roli jako John Lennon, roli John Lennona nehrál jenom ve filmu, ale často i v divadle. Má tři bratry Paula, Joeho a Stephena, všichni tři jsou také herci.
Mimo to že je herec, také zpívá ve své kapele a píše texty k filmům.

## Filmografie

### Film
- 1985 No Surrender
- 1985 John and Yoko: A Love Story
- 1987 Business as Usual
- 1989 Reise ohne Wiederkehr
- 1991 Deptford Graffiti
- 1991 Let Him Have It
- 1994 Pleasure
- 1995 Kateřina Veliká / Catherine the Great
- 1996 Biblické příběhy: Samson a Dalila / Samson and Delilah
- 2001 Endgame
- 2002 Shackleton
- 2007 Hindenburg: Titanic of the Skies

### Televizní seriály
- 1991 Murder Most Horrid